# Austin 1800/2200
Austin 1800 – samochód osobowy klasy średniej produkowany przez brytyjską firmę Austin Motor Company w latach 1964-1975. Dostępny jako 4-drzwiowy sedan i 2-drzwiowy pick-up. Do napędu użyto silników R4 o pojemności 1,8 litra oraz R6 o pojemności 2,2 litra. Moc przenoszona była na oś przednią poprzez 4-biegową manualną lub 3-biegową automatyczną skrzynię biegów. W plebiscycie na Europejski Samochód Roku 1965, Austin 1800 zajął 1. pozycję.

## Dane techniczne (R4 1.8)
Źródło:

### Silnik
- R4 1,8 l (1799 cm³), 2 zawory na cylinder, OHV
- Układ zasilania: dwa gaźniki
- Średnica cylindra × skok tłoka: 80,26 mm × 88,90 mm
- Stopień sprężania: 9,5:1
- Moc maksymalna: 97 KM (72 kW) przy 5700 obr./min
- Maksymalny moment obrotowy: 144 N•m przy 3000 obr./min

### Osiągi
- Przyspieszenie 0-100 km/h: b/d
- Prędkość maksymalna: 161 km/h

## Dane techniczne (R6 2.2)
Źródło:

### Silnik
- R6 2,2 l (2227 cm³), 2 zawory na cylinder, OHV
- Układ zasilania: dwa gaźniki
- Średnica cylindra × skok tłoka: 76,20 mm × 81,28 mm
- Stopień sprężania: 9,0:1
- Moc maksymalna: 112 KM (82 kW) przy 5250 obr./min
- Maksymalny moment obrotowy: 169 N•m przy 3500 obr./min

### Osiągi
- Przyspieszenie 0-80 km/h: 8,3 s
- Prędkość maksymalna: 163 km/h

## Galeria

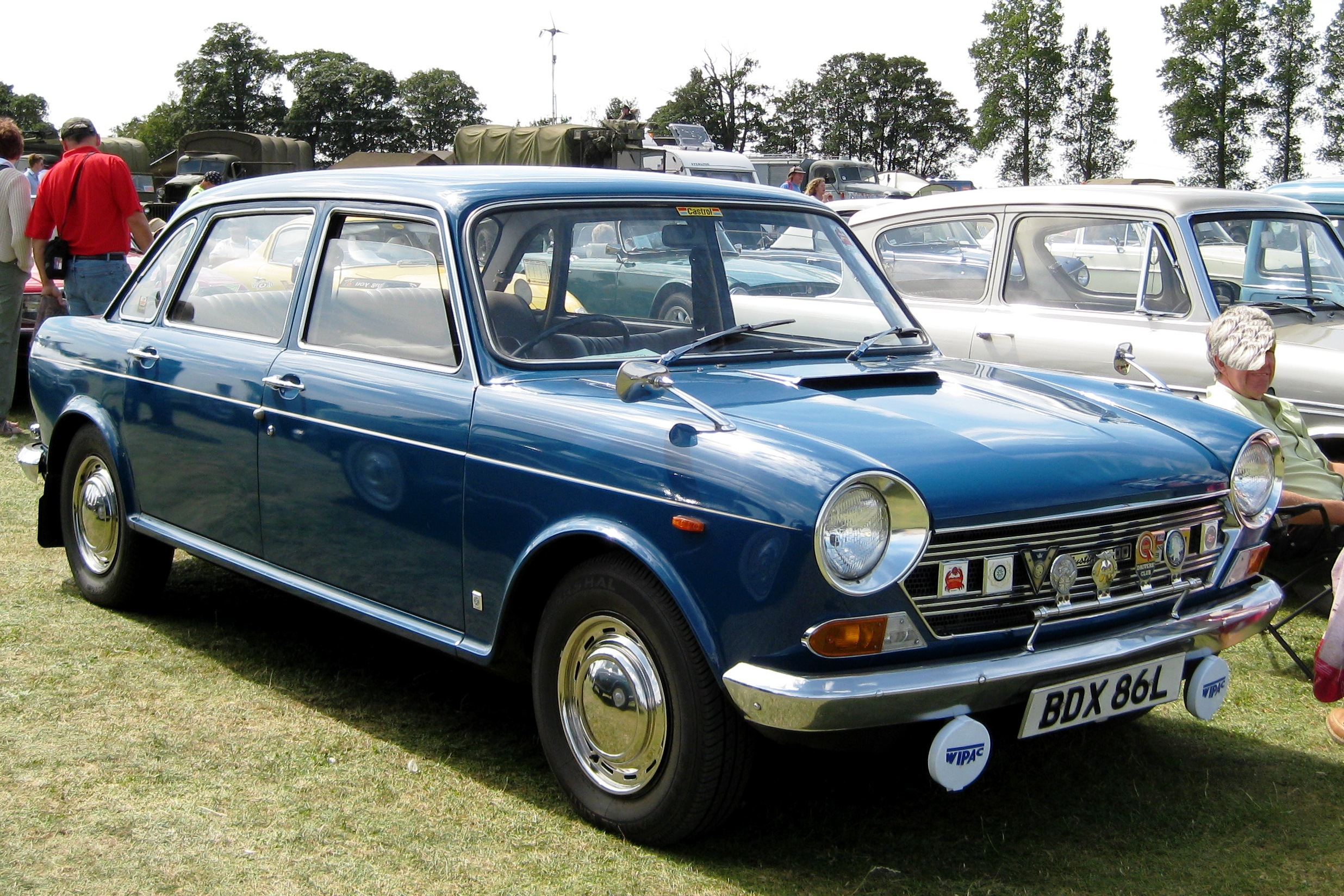
'73 Austin 1800 Mk III
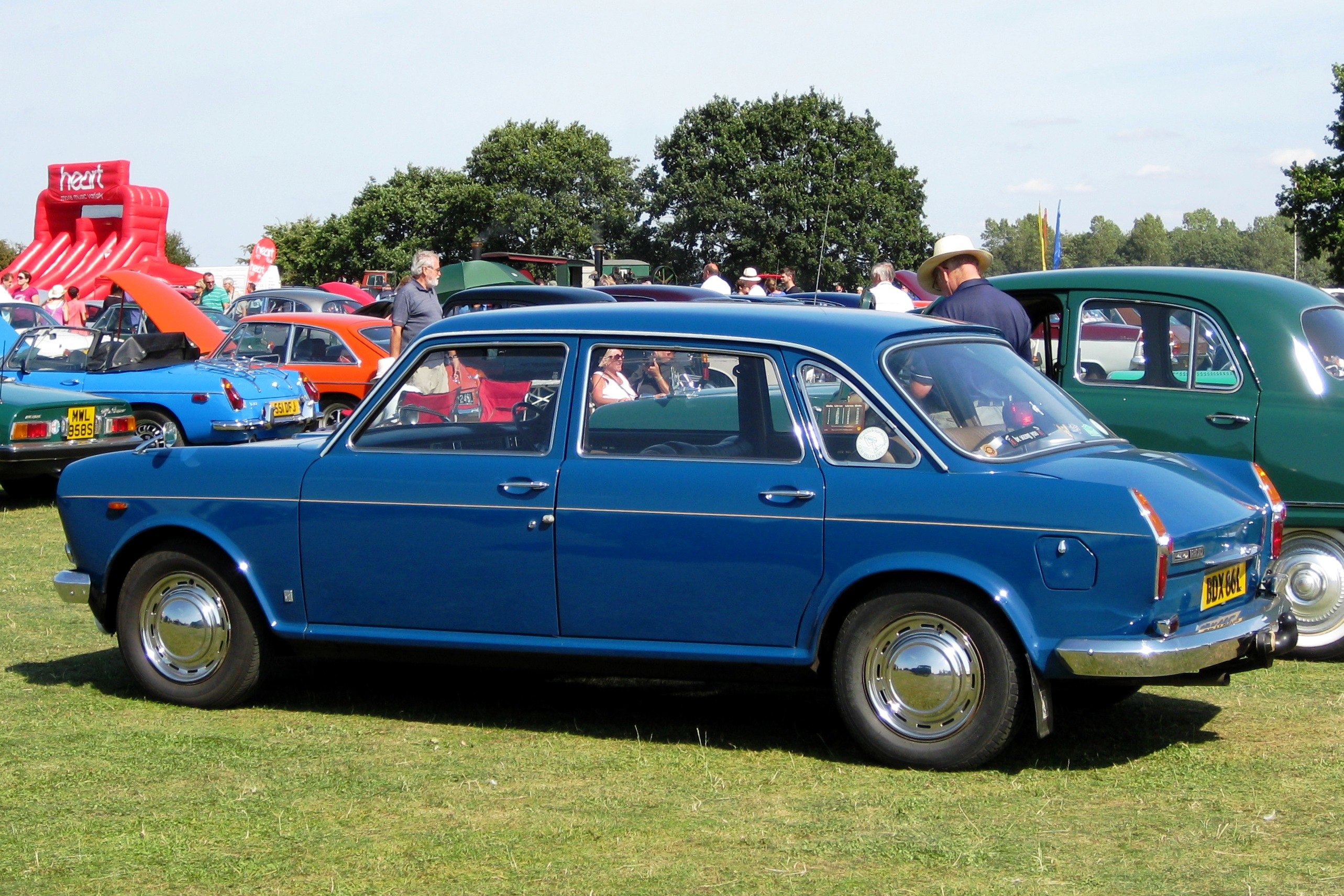
'73 Austin 1800 Mk III
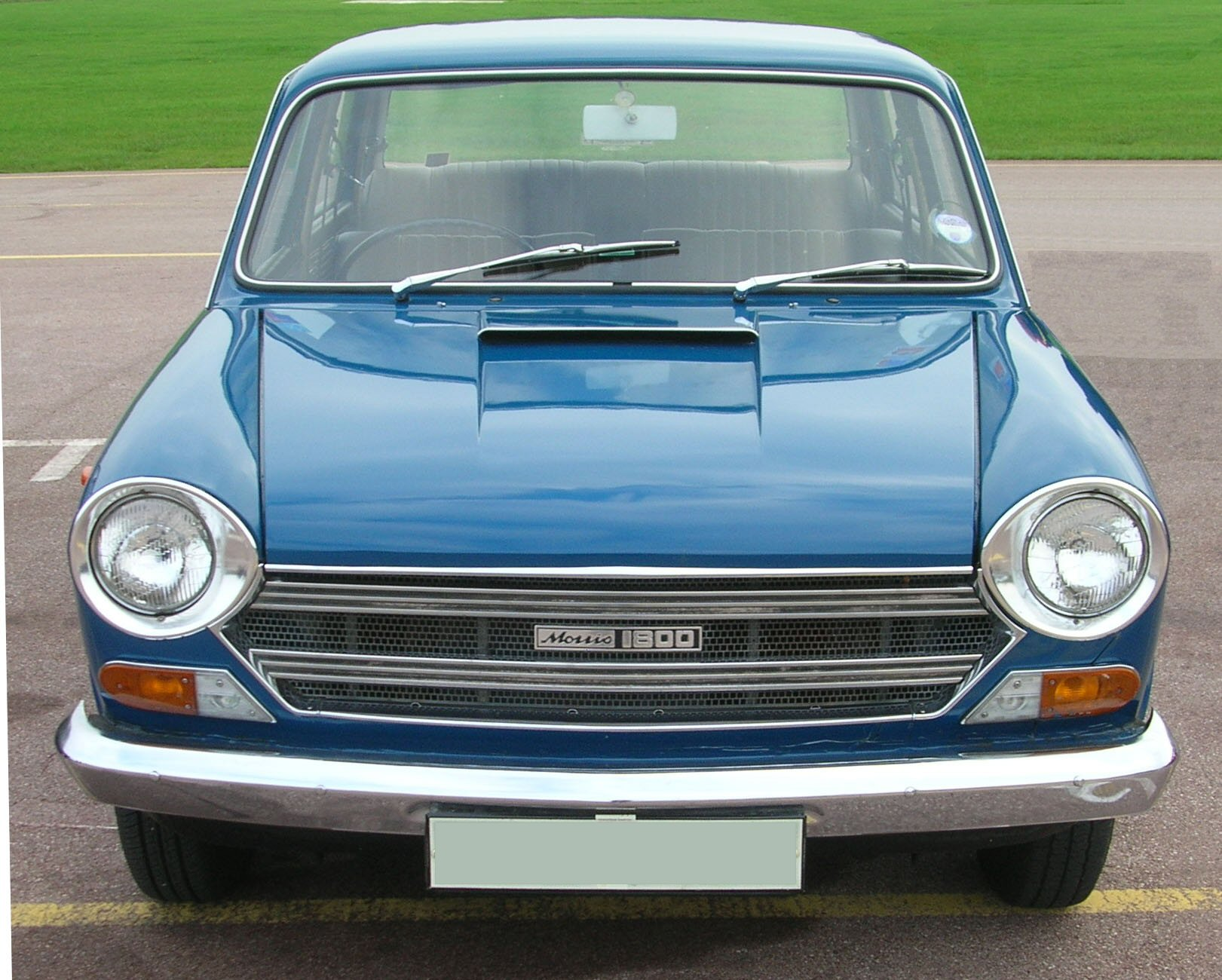
'72 Morris 1800
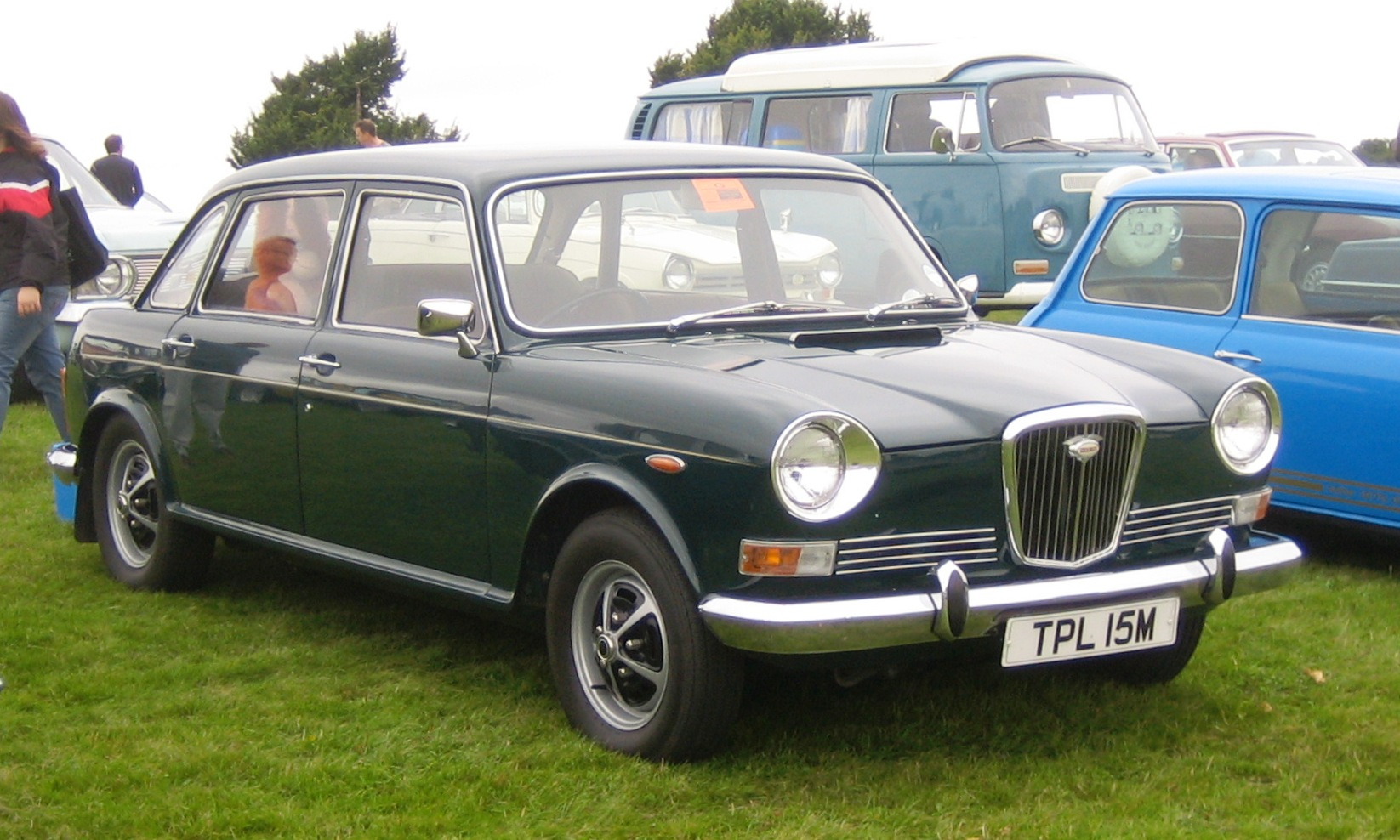
'72 Wolseley Six